# Karl Gruber (Zoologe)
Karl Gruber (* 30. Oktober 1881 in Freiburg im Breisgau; † 18. Juni 1927 in München) war ein deutscher Mediziner, Biologe, Parapsychologe sowie Skipionier und Bergsteiger.

## Leben und Wirken

### Wissenschaft
Gruber promovierte 1905 zum Doktor der Medizin und wandte sich ab 1908 der Zoologie zu. Als Zoologe führte er am Institut von Richard von Hertwig experimentelle Arbeiten aus. Im Jahre 1912 erfolgte seine Habilitation als Dozent für Zoologie am Polytechnikum in München. Im Ersten Weltkrieg wurde er als Truppenarzt an die Front gerufen und geriet in Saloniki in französische Kriegsgefangenschaft, aus der er erst 1919 zurückkehrte. Er hielt weiter Vorlesungen und arbeitete daneben auch am Institut von Reinhard Demoll. 1921 wurde er zum a.o. Professor ernannt. Neben seinem wissenschaftlichen Tätigkeitsfeld interessierte sich Gruber stark für Okkultismus, Spiritismus, Parapsychologie und Astrologie. Als Mitarbeiter von Albert von Schrenck-Notzing war er an dessen Experimenten mit spiritistischen Medien (z. B. Willi Schneider) beteiligt, hielt Vorträge und schrieb entsprechende Abhandlungen.
Karl Gruber lag viel an einem Brückenschlag zwischen der akademischen Wissenschaft und der Parapsychologie. Als Schüler und Mitarbeiter Schrenck-Notzings, der als Wegbereiter der deutschen Parapsychologie gilt, legte er großen Wert auf eine wissenschaftliche Methodik und genaue Dokumentation bei Experimenten mit Medien. Sein besonderes Untersuchungsgebiet waren die Telekinese und Materialisationsphänomene. Aus vereinzelten Andeutungen in seinen Abhandlungen lässt sich allerdings erkennen, dass er als Biologe den zu seiner Zeit sehr populären Rassetheorien nicht abgeneigt war.

### Sport
Gruber gehörte 1901 zu den Gründern des Akademischen Skiclub München. Nachdem er bereits zuvor in seiner Freizeit als Bergwanderer und Bergsteiger aktiv war, wendete er sich um die Jahrhundertwende bereits immer mehr dem Skisport zu und gehörte zu den bekanntesten Skiläufern des Schwarzwaldes. 1902 gab er beim Skiclub Arlberg erste Bergführerskikurse. Seine sportlichen Höhepunkte feierte er im Skispringen. So war er der erste Deutsche, dem es gelang, die bis dahin dominierenden Norweger zu besiegen. Zudem erreichte er mit 31,5 Metern den bis dahin weitesten gestandenen Sprung eines Nicht-Norwegers. 1904 gewann Gruber am Feldberg im Schwarzwald als erster Deutscher die Deutsche Meisterschaft im Skispringen.  Noch im gleichen Jahr sicherte er sich den ersten Preis für den schönsten Sprung in Adelboden. Aber auch in den alpinen Disziplinen war Gruber erfolgreich. So wurde er 1906 Salzburger Meister in der Abfahrt von der Schmittenhöhe. Bei den Münchner Skiwettläufen 1911 gewann er den Kunstlauf sowie in der Abfahrt und wurde somit mit der Goldenen Münchner Medaille für die beste Gesamtleistung ausgezeichnet. Noch im Alter von 43 Jahren gewann Gruber die Wettläufe des Gaues Oberland in Tegernsee im Skilanglauf, im Skispringen sowie der Gesamtkombination in der Altersklasse II. Zudem wurde er Zweiter im Hindernislauf und gewann damit den Ehrenpreis dieser Veranstaltung.
Auf Grund seiner Erfolge berief man Gruber im Winter 1921/22 für den Skifilm
Fuchsjagd im Engadin – Wunder des Schneeschuhs Teil 2 in die Skilaufmannschaft des Filmers Arnold Fanck. Die Erlebnisse rund um den Filmdreh wurden in einer farbigen Erzählung unter dem Titel Mit der BSF (Berg- und Skisport Film GmbH Freiburg) durchs Engadin festgehalten. Gruber veröffentlichte zudem als Hauptautor den ersten Skiführer für das  auch als bayerische Hochland und anschließende Gebiete, welcher vom Akademischen Skiclub München herausgegeben wurde.

### Familie
Karl Gruber war das Älteste von acht Kindern des Zoologen August Gruber. Er besuchte von 1891 das Großherzogliche Gymnasium in Freiburg und bestand dort im Jahr 1899 das Abitur. Schon als Knabe erhielt er dort seinen Spitznamen Nutsch. Im September 1907 heiratete Gruber seine Inge Wuppermann, eine vermögende Fabrikantentochter aus Düsseldorf.

### Krankheit und Tod
Gruber musste sich bereits 1926 einer ersten Operation wegen Darmkrebs unterziehen. Nachdem es ihm anfangs wieder besser gegangen war, musste er sich Anfang 1927 einer erneuten Operation unterziehen. Diese überlebte Gruber nicht und starb im Alter von 45 Jahren. Er wurde auf dem Münchener Waldfriedhof im Familiengrab beigesetzt.

## Schriften
- Parapsychologische Erkenntnisse. München 1925.
- Okkultismus und Biologie. Gesammelte Aufsätze aus dem Nachlaß. München 1929.